# 大磯温泉
大磯温泉（おおいそおんせん）は、神奈川県中郡大磯町(旧相模国)にある温泉。

## 泉質
- ナトリウム塩化物泉
  - 源泉温度:30℃

## 温泉街
一軒宿の大磯プリンスホテル内地下に湧く温泉。大磯ロングビーチが目の前に位置する。2017年に温泉露天風呂であった場所に「THERMAL spa s.wave」としてリニューアルオープンした。露天風呂、内風呂、サウナ完備。日帰り入浴可能。

## 交通
大磯駅（東海道線）より車で9分。